# Leben Johannes des Täufers (Moncontour)

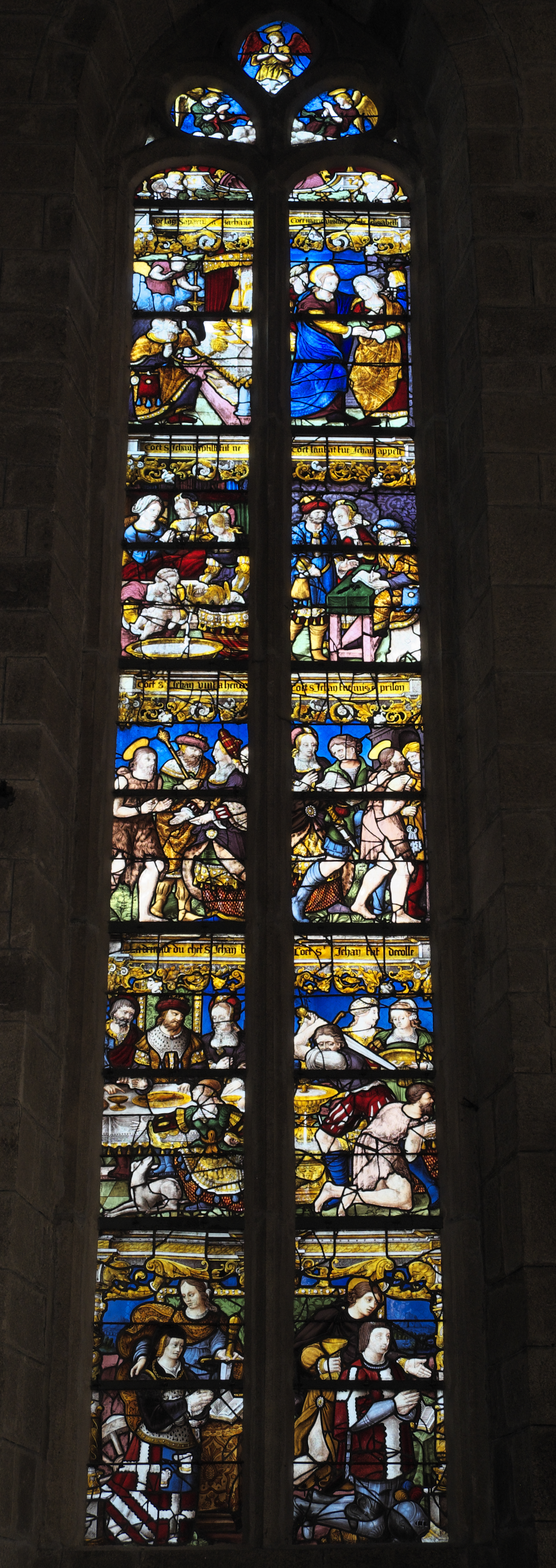
Fenster Leben Johannes des Täufers in Moncontour

Das Fenster Leben Johannes des Täufers in der katholischen Kirche Notre-Dame-St-Mathurin in Moncontour, einer französischen Gemeinde im Département Côtes-d’Armor in der Region Bretagne, wurde zwischen 1535 und 1540 geschaffen. Das Bleiglasfenster wurde 1862 als Monument historique in die Liste der Baudenkmäler in Frankreich aufgenommen.
Das Fenster im Chor wurde von einer unbekannten Werkstatt geschaffen. Es zeigt verschiedene Szenen aus dem Leben Johannes des Täufers (siehe Bildunterschriften). Unten ist das Stifterehepaar Jean Le Mintier mit dem Evangelisten Johannes und Marie Le Moine mit der heiligen Katharina von Alexandrien zu sehen.
Die drei Engel im Maßwerk wurden 1891/93 von Albert Bonnot geschaffen.
Neben dem Fenster Leben Johannes des Täufers sind noch fünf weitere Fenster aus der Zeit der Renaissance in der Kirche erhalten (siehe Navigationsleiste).

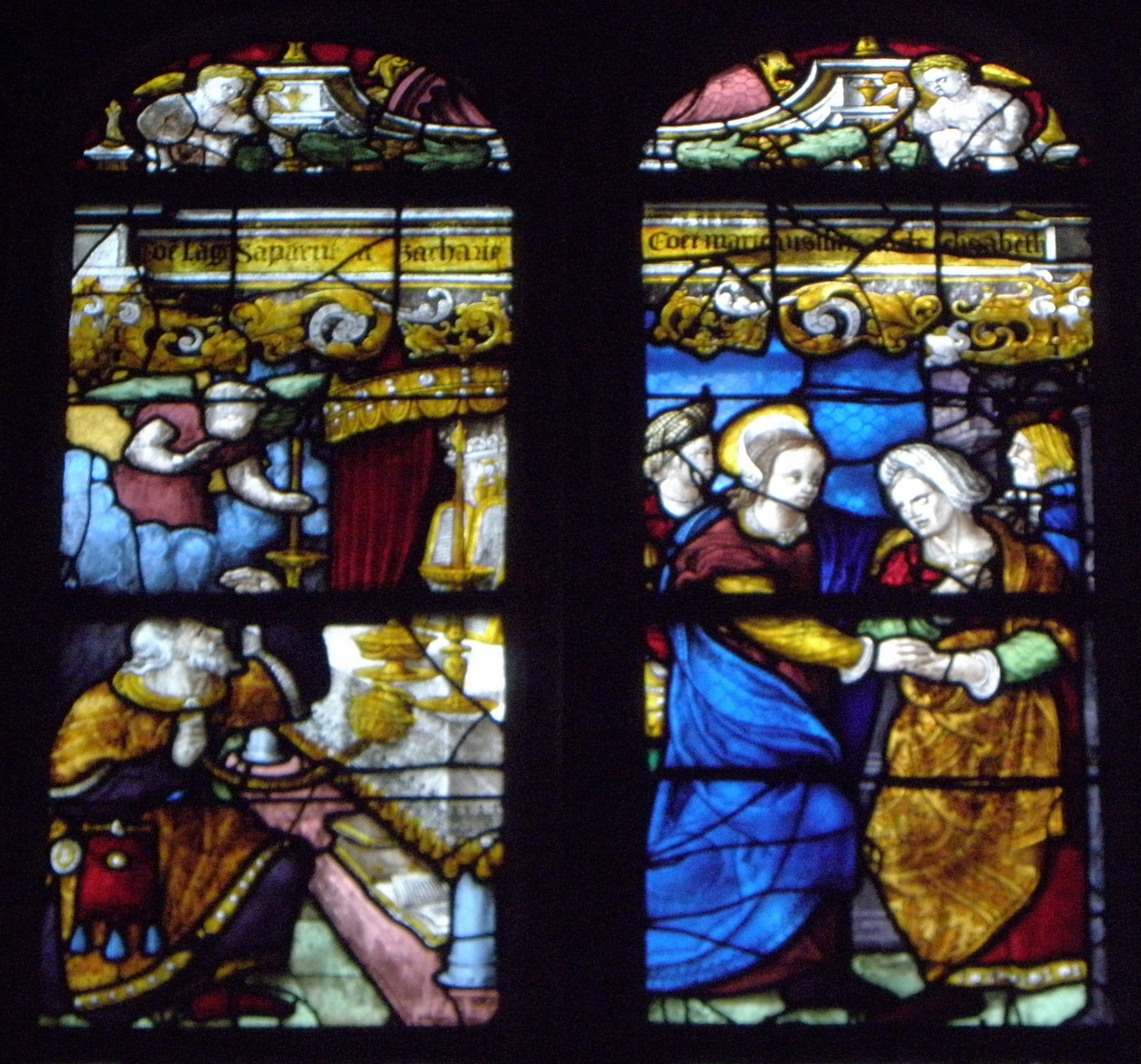
Ein Engel erscheint Zacharias (links), Mariä Heimsuchung (rechts)
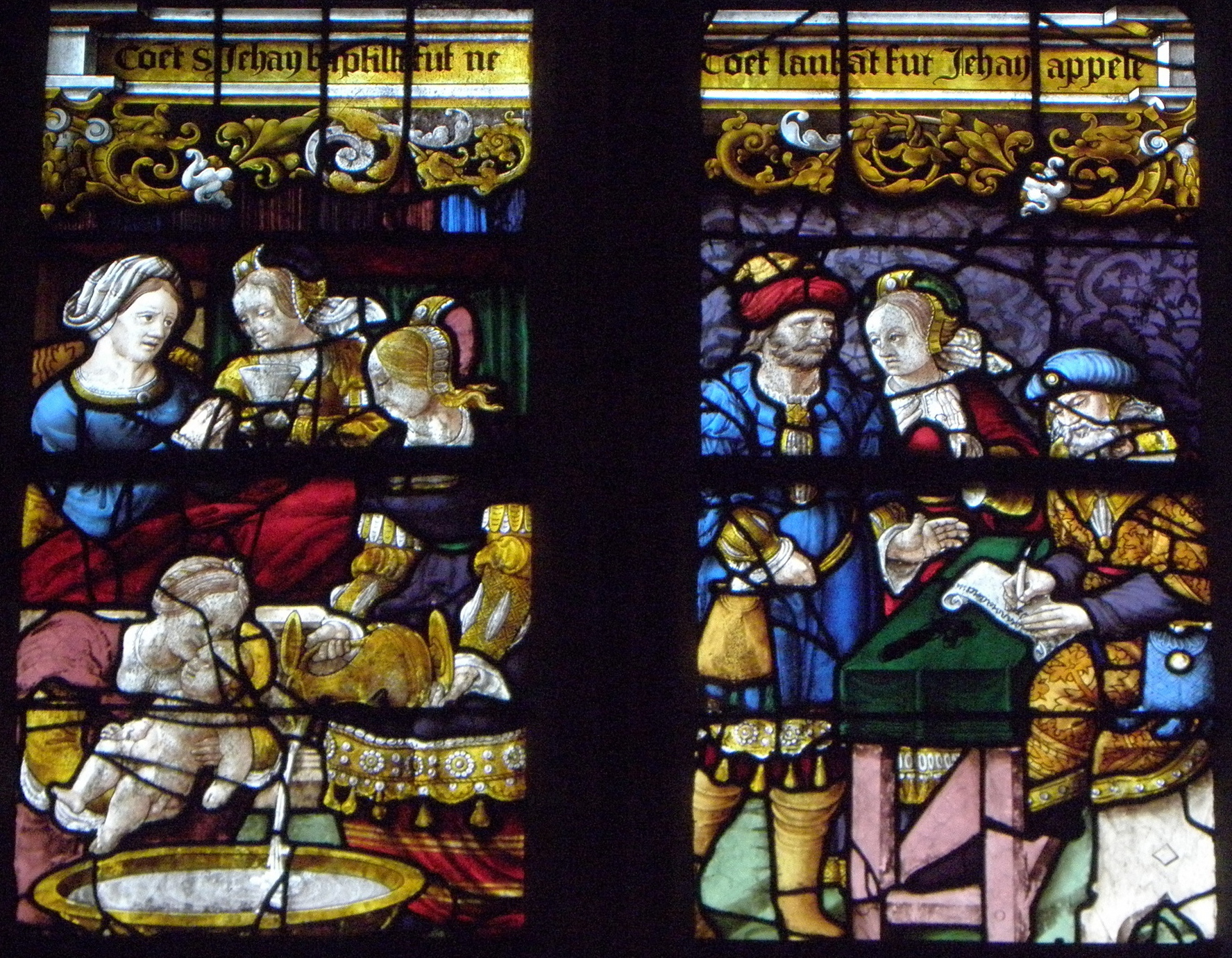
Geburt von Johannes und seine Namensgebung (rechts)
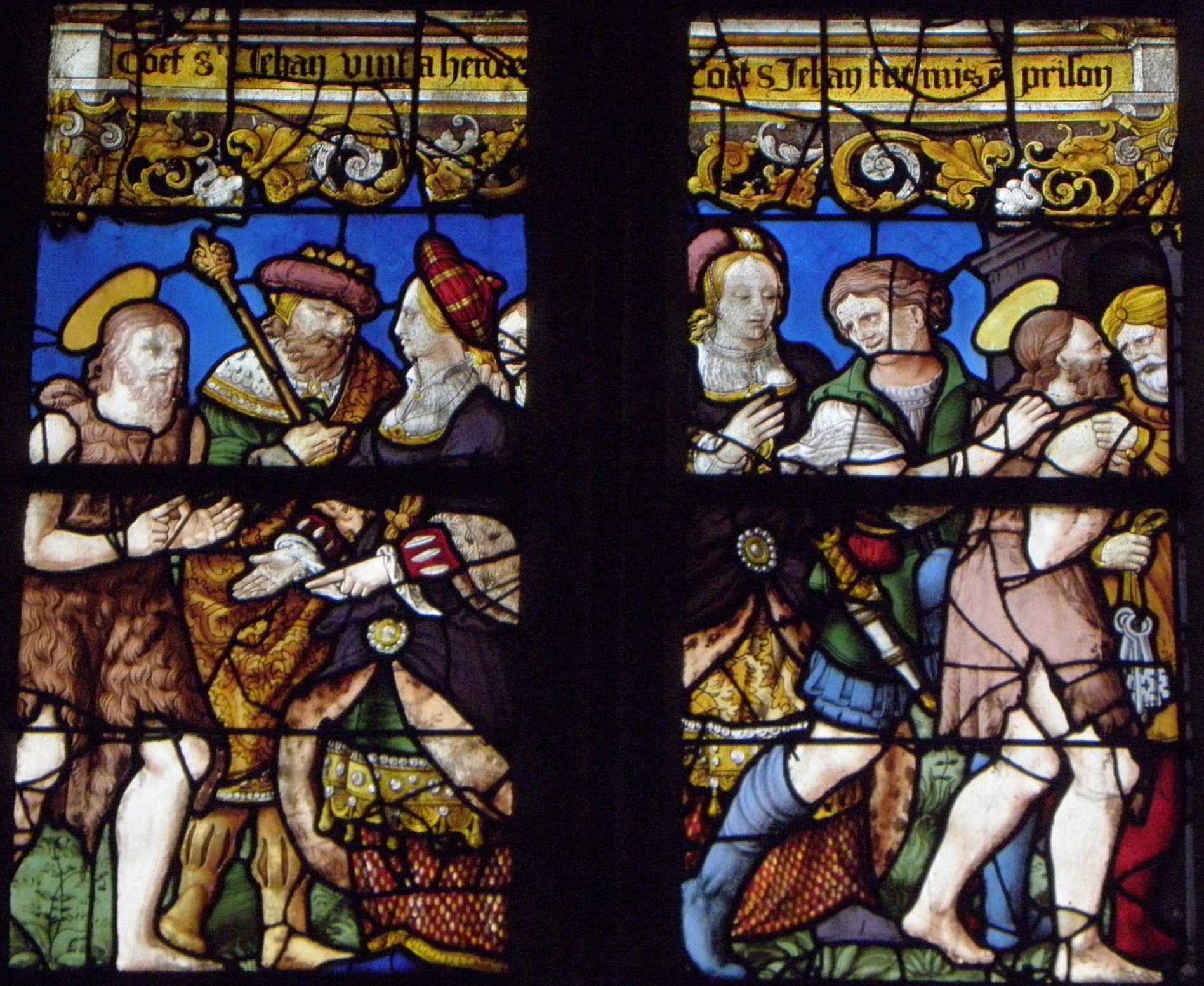
Herodias und Herodes (links), Johannes wird ins Gefängnis gebracht (rechts)

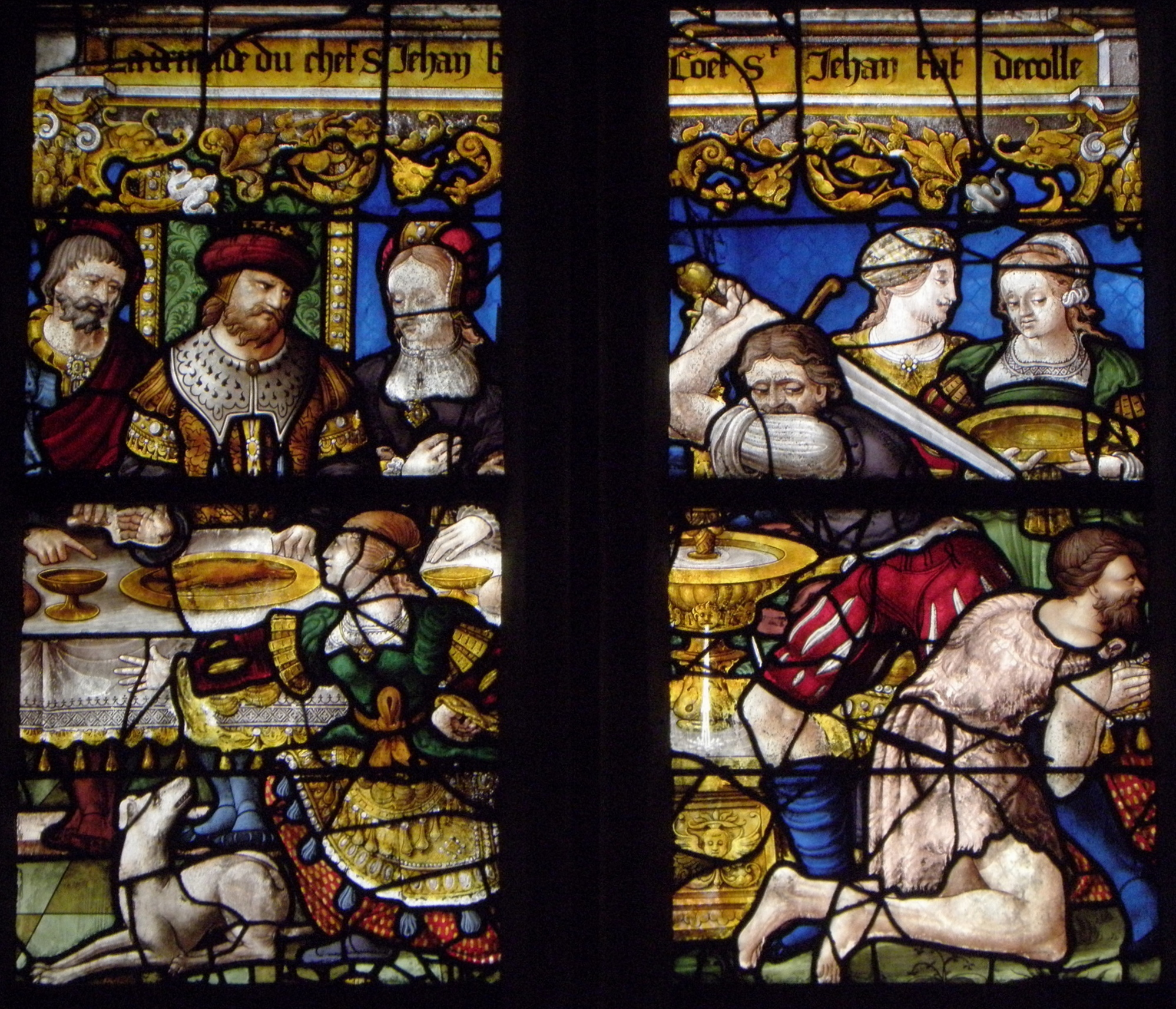
Fest des Herodes (links), Johannes wird geköpft
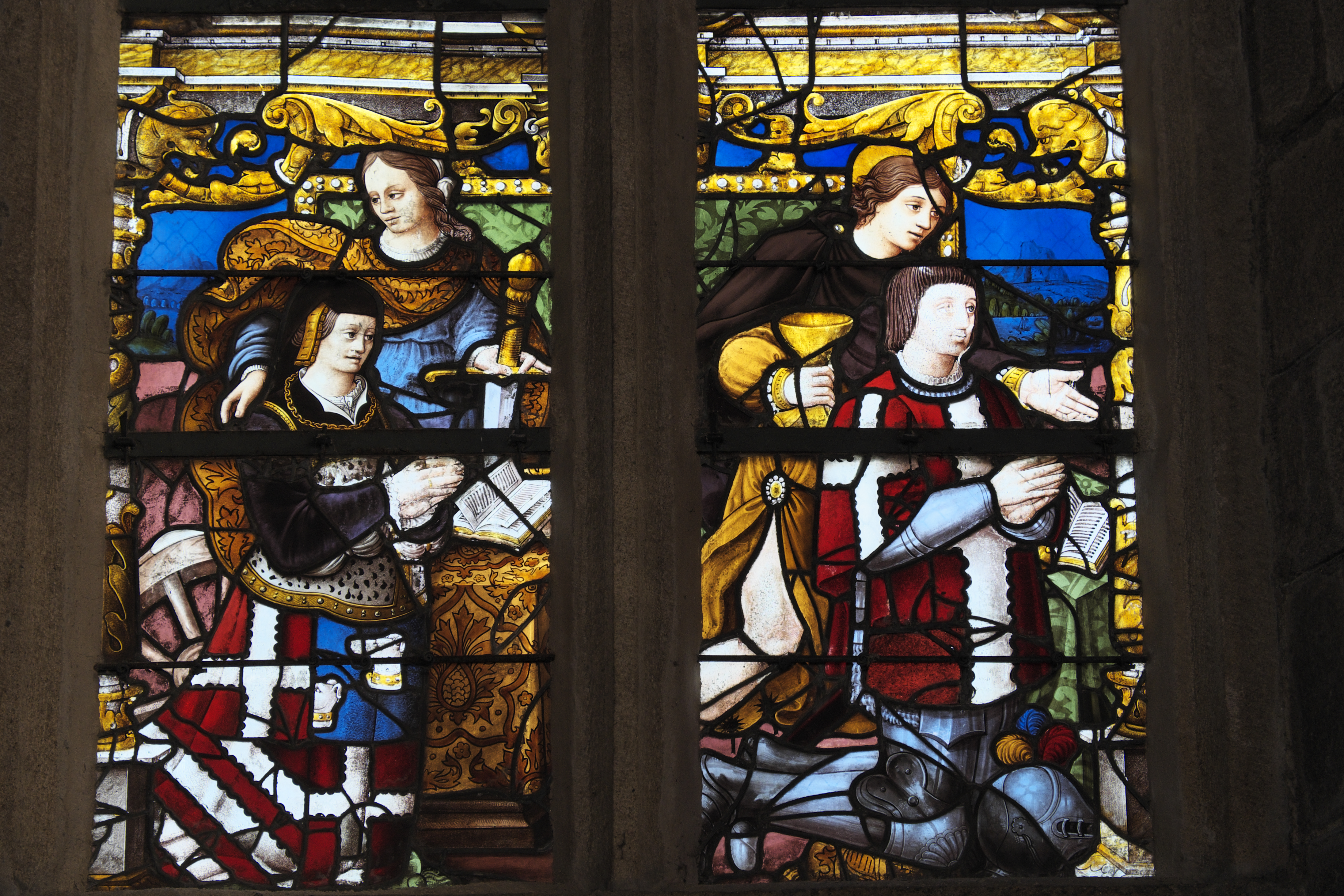
Stifterehepaar: Jean Le Mintier mit dem Evangelisten Johannes und Marie Le Moine mit der heiligen Katharina von Alexandrien